# 氹仔東北體育中心
氹仔東北體育中心（葡萄牙文：Centro Desportivo do Nordeste da Taipa，英文：Taipa Northeast Sports Center ），前身為澳門大學管理的澳門大學綜合體育體（葡萄牙文：Complexo Desportivo da Universidade De Macau，英文：University of Macau Sport Complex ）。位於澳門氹仔嘉模堂區氹仔東北馬路，於1993年12月啟用；2014年因澳門大學遷往橫琴新校區，本處交由體育發展局管理，並於2015年更為現名。

## 歷史
離島首間體育館，澳門大學綜合體育館在1995年1月26日下午5時舉行啓用禮，澳督韋奇立出席主持。澳督在主持揭幕禮後指出，體育館座落的地段能被利用，以便澳大能擴大校園，同時亦方便市民使用，推動體育運動。體育總署署長奇洛嘉與澳大校長馬里奧·費利納同時亦簽署一份塲地使用的協議。體育署長在致詞時表示，該場館交由澳門大學負責管理並優先使用，對本地大學的體育活動起著促進作用，也為其他團體提供設備發展活動，更為本地體育活動的發展創造必要條件。體育綜合體由葡國著名建築師Gabinete de Arquitectura Bravo e Sanmarful設計。設有一個室內運動場、兩個鋪有人造草皮的網球場、兩個壁球場、健身室、舞蹈室、桑拿房及一個由中華人民共和國中央人民政府送贈的攀岩場。
2014年5月底，澳門大學正式展開分階段搬遷工作，工作於同年4月至8月期間進行。同年8月，澳門大學正式遷離舊校園，相關設施交還澳門特區政府作管理。時任社會文化司司長張裕表示，初步考慮將原澳大體育綜合體擴建，並開放予大衆和體育團體使用，以紓緩本地體育場地不足。分別有離島社咨委委員贊同相關措施，而時任體育委員關偉霖亦認同當局提議。
2014年8月14日，隨著澳門大學遷至橫琴新校區，澳門特別行政區政府構思還包括考慮將澳大原址體育館移交體育發展局管理，稍後將進行改建，擴大活動空間及增建體育等設施，以配合各高等院校的辦學需要，並開放予公眾使用。
2014年11月14日，高等教育輔助辦公室公布，行政長官決定將政府上址各項設施集中分發予包括澳大在內三所官立及一所私立院校，以及三個政府部門，並強調安排經綜合考慮，深信可發揮最大效用。其中體育發展局將管理佔地面積5,000多平方米的澳大體育綜合體，會在優化設施後開放外界使用，並規劃適時重建。
2014年11月24日，第220/2014號社會文化司司長批示，在第19/2002號行政法規附表一內增加兩項設施及核准“氹仔東北體育中心的附加設備收費表”。
2015年1月初，原澳門大學體育綜合體正式納入體育發展局轄下的「公共體育設施網絡」，同時正式更名為氹仔東北體育中心；在接管後當局對各場地進行不同的翻新工作。於同年3月18日先開放兩個壁球場及兩個露天網球場給公眾使用。
2015年9月1日，中心內的室內體育館正式對外開放，館內可設置5個羽毛球場予巿民以個人方式租用。
2022年8月5日，因應COVID-19疫情防疫需要，新型冠狀病毒感染應變協調中心將體育中心內的室內體育館用作常規核酸檢測站點，直至同年9月下旬撤出。同年10月12日，室內體育館及網球場重新對外開放，而璧球場當時因進行優化工程，待工程完成後將恢復對外開放使用。

## 設施
澳大體育館在1993年12月奠基，耗資逾二千萬澳門幣。設備包括：室內體育館內設有五個羽毛球場、兩個網球場、兩個壁球場、兩個芬蘭浴室、一個健身室、浴室、更衣室和行政辦公室。

## 開放時間
網球場開放時間為07:00-22:00；璧球場和室內體育館開放時間為07:00-23:00。

## 活動
2010年11月6日至20日，澳門大學學生會體育聯會舉行《第一屆澳門大學體育聯會運動會》。該運動會共有16個競技項目、28個競技組別，報名人次近千人，反應十分熱烈。開幕禮於同年11月6日上午10時於此處舉行。
“澳門高校籃球賽”曾於2014年在該場館內舉辦。

## 未來發展
2018年10月13日，體育局局長潘永權表示，由於體育設施陳舊未必追得上社會發展，並逐步改善舊有的體育設施，初步計劃對該體育中心進行重建。但當局表示要待望廈體育中心重建工程接近完工時才啟動相關重建工作。
2020年10月11日，體育局局長潘永權受訪時稱，當局已啟動初期內部研究，正開展前期準備工作。重建計劃考慮參照望廈體育中心的概念，由原來1層興建為5層，將原有土地面積盡量利用，盡可能建成最大的體育設施。

## 鄰近地點
- 氹仔社屋
- 日暉大廈
- 澳門旅遊大學氹仔校區
- 澳門理工大學-氹仔校區
- 澳門城市大學-校本部
- 聖公會中學